# Consexcuencias
Consexcuencias es el tercer disco de estudio de la banda mexicana de rock Genitallica, lanzado por su nueva disquera The box records. El disco tiene como tema principal la sexualidad, con el que pretende crear conciencia entre los jóvenes sobre la educación sexual pero sin perder el estilo irreverente de la banda. Incluye además un tema ya grabado, junto con Poncho Lizárraga y Banda El Recodo.
La producción de Consexcuencias fue realizada por Genitallica y Mauricio Garza en BOX Studios en la ciudad de Mazatlán, Sinaloa bajo la producción ejecutiva de Isaac Valdéz y Jack Almaguer teniendo como resultado 11 cortes y una pista ya conocida "trasero", que van desde lo más dulce hasta lo bailable e irreverente.
Su  estilo sigue la temática de sus anteriores discos. A diferencia de los anteriores, en este disco prefieren iniciar el plan de promoción en la capital mexicana. Genitallica promocionaba su serie de presentaciones en vivo en los estados de la República Mexicana, para promover la compra de discos originales y para ello el boleto de acceso para las actuaciones en vivo era la adquisición de la placa.
Debido a su poca distribución no fue su disco más conocido, pero no deja de tener toda la energía de la banda con canciones como: Teléfono, Dicen que soy, Pensándolo bien y la más representativa del disco Ya nada es igual.

## Alineación del disco
- Beno - Benito Alberto Martínez de la Garza
- Antulio - Antulio Enrique Espinosa González
- Andres - Andres Alejandro Saenz Cantú
- Gil - Gildardo González Montemayor
- Gallo - Gerardo Antonio Olivares Saro

## Listas de canciones
| N.º | Título                                      | Duración |  |
| 1.  | «AA»                                        | 1:27     |  |
| 2.  | «Dicen que soy»                             | 3:46     |  |
| 3.  | «Teléfono»                                  | 3:09     |  |
| 4.  | «Lástima»                                   | 3:20     |  |
| 5.  | «Ya nada es igual»                          | 3:43     |  |
| 6.  | «Una Noche Más»                             | 4:18     |  |
| 7.  | «Cuando Me Veas Venir»                      | 3:36     |  |
| 8.  | «Tócate (Feat. Duho)»                       | 6:04     |  |
| 9.  | «Pensándolo Bien»                           | 3:57     |  |
| 10. | «Muertos Pero Contentos»                    | 3:39     |  |
| 11. | «El Burro Sin Mecate (Feat. Grupo Marrano)» | 3:11     |  |
| 12. | «Trasero (Feat. Banda el Recodo)»           | 3:00     |  |

## Sencillos
- Ya Nada Es Igual
- Teléfono
- Pensándolo Bien